# Tráfico sexual
O tráfico sexual é composto de dois aspectos: a escravidão sexual e o tráfico de seres humanos. Os dois representam respectivamente a oferta e a procura da indústria do tráfico sexual. Esta exploração é baseada na interação entre o traficante vendendo uma vítima (o indivíduo traficado e explorado sexualmente) para que os clientes executem serviços sexuais. Esses crimes de tráfico sexual são definidos por três etapas: aquisição, movimentação e exploração. Os vários tipos de tráfico sexual são, o tráfico sexual de crianças no turismo, o tráfico sexual doméstico de menores ou exploração sexual e comercial de crianças e a prostituição.
De acordo com um relatório da ONU de 2012, há 2,4 milhões de pessoas em todo o mundo que são vítimas de tráfico de seres humanos, a qualquer momento. nesta indústria que rende US$32 bilhões de lucro por ano, 80% das vítimas estão sendo exploradas como escravos sexuais.
Para a Organização Internacional do Trabalho, há 20,9 milhões de pessoas submetidas a trabalho forçado e 22% (4,5 milhões) são vítimas de exploração sexual forçada. No entanto, devido à discrição do tráfico sexual e da indústria, a obtenção de estatísticas precisas e confiáveis são difíceis de encontrar para os pesquisadores.

## Definição do problema

### Global
Em 2000, os países adotaram uma definição estabelecida pelas Nações Unidas. A Convenção das Nações Unidas Contra o Crime Organizado Transnacional, o Protocolo para Prevenir, Suprimir e Punir o Tráfico de Pessoas, Especialmente de Mulheres e Crianças, também conhecido como Protocolo de Palermo criou esta definição. 147 de 192 estados membros da ONU ratificou o Protocolo de Palermo, quando publicado em 2000. O Artigo 3 do Protocolo de Palermo aprova a definição como:
O artigo 5 do Protocolo de Palermo, então, obriga os estados-membros criminalizarem o tráfico, baseado na definição descritas no Artigo 3; no entanto, muitas das leis do estados-membros, refletem uma definição mais restrita do que a do Artigo 3. Embora essas nações alegam ser complacentes ao artigo 5, as leis estreitas conduzem a uma porção menor de pessoas processadas por tráfico sexual.

## Causas
Não há um simples fator que perpetua o tráfico sexual, mas uma teia complexa de fatores de ordem política, socioeconômica, governamentais e sociais. Siddharth Kara argumenta que a globalização e a disseminação do Capitalismo Ocidental conduz à desigualdade e a pobreza rural, que as materiais causas do tráfico sexual. Kara também enfatiza que existem fatores sobre a oferta e a demanda do tráfico de sexo, o que contribui para a sua prática continuada. Desastres naturais, a discriminação de gênero, problemas pessoais que aumentam a vulnerabilidade e as normas culturais que discriminam determinadas populações servem como fatores que apoiam o lado da oferta do tráfico de sexo. No que diz respeito à demanda do tráfico sexual, Kara acredita que a demanda por mão de obra barata, as rígidas leis de imigração e políticas e o envolvimento de funcionários corruptos do governo no tráfico  atuam como fatores promotores da indústria. As rígidas leis de imigração são também citadas por Susan Tiefenbrun como um fator-chave em indivíduos que entram nessa indústria, já que "as mulheres pobres em busca de melhor situação econômica pela emigração, recorrem à assistência financeira de agiotas inescrupulosos e traficantes."
No trabalho de Susan Tiefenbrun sobre tráfico sexual, ela cita altas taxas de pobreza, uma norma social de pouco respeito às mulheres, falta de sensibilização do público sobre esta questão, limitação à educação e oportunidades econômicas para mulheres e leis deficientes para processar exploradores e traficantes, como os principais fatores presentes nos "países de origem" do tráfico de sexo. No entanto, os países de destino dos trabalhadores do sexo para onde as vítimas são enviadas tendem a ser mais ricos em comparação aos países de origem.
Como mostrado na presente pesquisa, e em muitas outras, o tráfico sexual é o resultado de uma combinação de vários fatores, além do simples desejo de pessoas que quererem colher os lucros provenientes da exploração de outros, através da procura de atos sexuais baratos.

## Perfil e omodus operandidos traficantes

### Tráfico controlado por cafetões
No tráfico controlado por cafetões, a vítima é controlada por um único traficante, às vezes chamado de cafetão. A vítima pode ser controlada pelo traficante física, psicológica e/ou emocionalmente. A fim de obter o controle sobre suas vítimas, os traficantes usam a força, drogas, táticas emocionais bem como meios financeiros. Em certas circunstâncias, eles ainda recorrem a várias formas de violência, como o estupro coletivo e abuso físico e mental. Os traficantes, por vezes, usam ofertas de casamento, ameaças, intimidação e sequestro como forma de obtenção de vítimas.
Um processo comum é o traficante primeiro ganhar a confiança da vítima, isso é chamado de fase de preparação. Eles procuram fazer com que a vítima se torne dependente deles. O traficante pode expressar amor e admiração, fazer promessas, como tornar a vítima uma estrela, oferecer-lhes um emprego ou um estabelecimento de ensino ou comprar uma passagem para um novo local. Os principais tipos de trabalho oferecidos são na indústria hoteleira, restaurantes, bares e clubes, contratos de modelo, ou trabalho de au pair. Uma vez que a vítima se sente confortável, o cafetão move-se para o estágio de adaptação, onde vai pedir para a vítima realizar atos sexuais para o cafetão, o que a vítima pode fazer, porque acreditam que é a única maneira de manter o afeto do traficante. Os pedidos de progresso evoluem a partir dai e podem ser difícil para a vítima escapar.
Outra tática dos traficantes são os sequestros de suas vítimas e, em seguida, droga-las ou trancá-las de modo que elas não podem escapar. Os traficantes podem procurar as vítimas em potencial que estão viajando sozinhas, separadas do seu grupo, ou parece que têm baixa autoestima. Podem estar em lugares como shoppings onde são mais propensos a encontrar meninas sem os pais.
Os traficantes estão usando a mídia social a uma taxa crescente para encontrar vítimas, para a procura de potenciais vítimas, o controle de suas vítimas e anúncio de vítimas. Os traficantes, muitas vezes, procura as pessoas que publicam coisas que indicam que estão deprimidos, têm baixa autoestima ou estão com raiva de seus pais. Os traficantes também utilizam posts da mídia social para o estabelecimento de padrões e controlar os locais de possíveis vítimas.
Após a vítima juntar-se ao traficante, várias técnicas são usadas para restringir o acesso da vítima à comunicação com suas famílias, tais como a imposição de castigos físicos a menos que a vítima esteja em conformidade com as exigências do traficante e ameaças de danos e até mesmo a morte da vítima e de sua família. Por vezes, as vítimas irão sucumbir à Síndrome de Estocolmo, porque seus captores, fingem que "amam" e "precisam", mesmo indo tão longe como promessa de casamento e estabilidade futura. Isto é particularmente eficaz com as vítimas, porque elas são inexperientes e, portanto, facilmente manipuladas.

### Tráfico controlado por quadrilhas
No tráfico controlado por quadrilhas, a vítima é controlada por mais de uma pessoa. As quadrilhas estão mais frequentemente se voltando para o tráfico sexual por ser visto como o mais seguro e mais lucrativo do que o tráfico de drogas. Uma vítima controladaspor uma quadrilha pode ser explorada sexualmente por membros da quadrilha, bem como vendida para outra quadrilha. Eles podem tatuar suas vítimas para mostrar sua propriedade sobre elas.

### Tráfico familiar
No tráfico familiar, a vítima é controlada pelos membros da família que permitem que ela seja explorada sexualmente em troca de algo, como drogas ou dinheiro. Por exemplo, uma mãe pode permitir que um namorado abuse de uma criança em troca de um lugar para ficar. Muitas vezes, a mãe foi vítima de tráfico de seres humanos. Normalmente, ele começa com um membro da família. O tráfico familiar pode ser difícil de detectar porque muitas vezes as vítimas têm um maior grau de liberdade, como ir para a escola. Elas podem não entender que estão sendo vítimas de tráfico ou não ter uma maneira de escapar.

### Casamento forçado
Um casamento forçado é um casamento onde um ou ambos os participantes são casados sem seu consentimento livre.
O casamento servil é definido como um casamento entre uma pessoa que está sendo vendida, cedida ou herdada em um casamento. De acordo com a ECPAT, "o tráfico de crianças para casamento forçado é simplesmente outra manifestação do tráfico e não é restrito a determinadas nacionalidades ou países".
Um casamento forçado qualifica-se como uma forma de tráfico de seres humanos em determinadas situações. Se uma mulher é enviada para o estrangeiro, forçada se casar e, em seguida, compelida a envolver-se em conduta sexual repetidamente com seu novo marido, a sua experiência é de tráfico sexual. Se a noiva é tratada como uma empregada doméstica por seu novo marido e/ou sua família, então esta é uma forma de tráfico de mão de obra.

### Sexo por sobrevivência
No sexo por sobrevivência, a vítima não é necessariamente controlada por uma determinada pessoa, mas sente que precisa realizar atos sexuais, a fim de obter produtos básicos, para sobreviver. Essas pessoas são consideradas vítimas do tráfico sexual, se estão abaixo da idade de consentimento e se são legalmente incapazes de consentir no ato sexual.

## Perfil das vítimas
Não existe um único perfil para as vítimas de tráfico de seres humanos. A maioria são mulheres, mas não é incomum homens serem traficados. As vítimas são capturadas, em seguida, exploradas em todo o mundo, representando uma gama diversificada de idades e origens, incluindo étnica e socioeconômicas. No entanto, há um grupo de conjunto de traços associados com um maior risco de se tornarem vítimas de tráfico para fins de exploração sexual. Pessoas em situação de risco incluem sem-teto e jovens em fuga, estrangeiros (especialmente os de menor nível socioeconômico), e aqueles que experimentaram violência física, emocional ou abuso sexual, traumas, negligência, insucesso nos estudos e inadequação de habilidades sociais. Há também, um estudo sobre um grupo de trabalhadoras do sexo, no Canadá, onde se constatou que 64 por cento das mulheres tinham estado no sistema de auxílio da criança quando crianças (isso inclui abrigos e casas de família de criação). Esta pesquisa conduzida por Kendra Nixon ilustra como crianças abandonadas e em abrigos estão em maior risco de se tornar profissionais do sexo.

## Consequências para as vítimas
Pessoas traficadas para exploração sexual enfrentam consequências de saúde semelhantes às das mulheres exploradas para trabalho, às pessoas que sofreram violência doméstica e às mulheres migrantes. Muitas trabalhadoras do sexo contraem infecções sexualmente transmissíveis (ISTs). Em um estudo realizado pela London School of Hygiene & Tropical Medicine, "apenas uma das 23 mulheres traficadas entrevistadas sentia-se bem informada sobre infecções sexualmente transmissíveis ou HIV antes de sair de casa." Sem conhecimento sobre esse aspecto da saúde, as mulheres traficadas podem não adotar as medidas preventivas necessárias, contrair essas infecções e apresentar baixa procura por tratamento no futuro. Os autores de “Helping Survivors of Human Trafficking: A Systematic Review of Exit and Postexit Interventions” afirmam que quem sobrevive ao tráfico humano sofre desnutrição e frequentemente apresenta “lesões graves”, decorrentes do abandono e dos abusos sofridos (Dell et al. 184). É provável que esses problemas não tenham sido abordados durante o cativeiro e exijam intervenção séria após o resgate ou libertação para a recuperação. Em outra revisão sistemática, os estudos relataram uma alta prevalência de problemas físicos de saúde entre mulheres traficadas, como dor de cabeça, dores nas costas, dores de estômago e problemas de memória (Oram et al. 9).
As implicações para a saúde mental variam de depressão a ansiedade e transtorno de estresse pós-traumático (TEPT), decorrentes do abuso e da violência praticados por cafetões ou clientes. Por exemplo, os autores Le e Perry, em sua revisão sistemática “Advancing the Science on the Biophysical Effects of Human Trafficking”, discutem que, em diversos estudos com sobreviventes do tráfico sexual, principalmente meninas, foram reveladas “cargas elevadas de ansiedade, depressão e transtorno de estresse pós-traumático (TEPT)” (175). Isso é evidente, considerando que essas mulheres sofrem abuso e manipulação constantes. Ao analisar o transtorno de estresse pós-traumático, “um transtorno mental que pode se desenvolver após a exposição a eventos excepcionalmente ameaçadores ou horríveis”, percebe-se que essas mulheres tendem a apresentar efeitos duradouros na saúde mental (Bisson et al. 1). Outro estudo, publicado no BMC Public Health, revelou uma relação negativa entre a exposição à exploração e abuso sexual (ESA) de meninas e mulheres e seu “status social” (Gray et al. 1). Essas meninas foram expostas a maior vergonha pública e isolamento, o que não contribui para sua saúde mental ou recuperação.
Com essa mentalidade, muitas pessoas desenvolvem vícios em álcool ou drogas e comportamentos abusivos. Segundo Chon, em “Supporting Individuals at the Intersection of Human Trafficking and Substance Use”, os traficantes usavam drogas para manter as vítimas sob controle. Eles forneciam as drogas e controlavam os sintomas de abstinência a ponto de as vítimas passarem a depender delas para sobreviver. Chon explica que, mesmo as que não sofreram esse tipo de abuso, relataram usar drogas e álcool para lidar com o ocorrido. Em “Understanding Human Trafficking in the United States”, os autores afirmam que “muitas vítimas são forçadas a cometer... atividades ilegais, como o uso de drogas” e que, por muitas terem seus documentos legais retidos, não podem agir por medo de processo criminal (Logan et al. 6). Assim, elas ficam presas em um ciclo, forçadas a algo que provavelmente não desejavam, mas dos quais se tornam dependentes. Muitas vítimas usam essas substâncias como mecanismo de enfrentamento ou fuga, aumentando a taxa de dependência nessa população. Em um estudo longitudinal de 30 anos conduzido por J. Potterat et al., foi determinado que a expectativa de vida média para mulheres envolvidas na prostituição em Colorado Springs era de 34 anos.

## Regiões

### África
O tráfico sexual de mulheres e crianças é o segundo tipo mais comum de tráfico para exportação na África. Em Gana, "homens de contato" ou traficantes são regularmente vistos nos postos de fronteira transportando pessoas se utilizando de vistos falsos. As mulheres são mais frequentemente vítimas de tráfico para a Bélgica, Itália, Líbano, Líbia, Holanda, Nigéria e Estados Unidos, Bélgica, Holanda, Espanha e Estados Unidos também são países de destino para as mulheres nigerianas traficadas. Em Uganda, o Exército de Resistência do Senhor, trafica pessoas para o Sudão, para vendê-las como escravas sexuais.